# 역인종차별
역인종차별(reverse racism)은 인종에 대한 적극적 우대조치 등이 부당한 역차별로 인종차별이라는 인식이다. 인종 불평등을 바로잡기 위한 차별철폐 조치와 이와 유사한 유색인종을 고려한 프로그램이 반(反)백인 인종주의의 한 형태라는 개념이다. 이 개념은 종종 보수적인 사회 운동과 관련이 있으며, 흑인과 기타 유색인종의 사회적, 경제적 이득이 백인에게 불이익을 가져온다는 믿음을 반영한다.
미국에서는 역인종차별주의에 대한 믿음이 널리 퍼져 있다. 그러나 집단으로서 백인 미국인이 불이익을 받는다는 실증적 증거는 거의 또는 전혀 없다. 인종 및 민족 소수자는 일반적으로 미국에서 지배적 집단으로 남아 있는 백인의 이익을 손상시킬 수 있는 힘이 부족한다. 대부분의 학자들이 인종차별의 핵심 요소를 구성한다고 주장하는 권력과 권위의 행사에서 그러한 불균형을 무시하는 것이다.
차별 철폐 조치 반대자들의 역인종차별 주장은 1970년대부터 나타나기 시작했으며 유색인종의 사회적 이득에 대한 인종적 반발의 일부를 형성했다. 미국이 이 문제에 대한 논쟁을 지배하고 있는 반면, 역인종차별주의의 개념은 인종차별 이후 남아프리카 공화국과 같이 백인 우월주의가 감소한 곳에서는 어느 정도 국제적으로 사용되어 왔다.

## 같이 보기
- 미국의 인종차별